# زبیتس (اوبرفرانکن)
شهر زبیتس (به آلمانی: Selbitz) در ایالت بایرن در کشور آلمان واقع شده‌است.